# Абед, Бенаисса
Бенаисса́ Абе́д (род. 3 октября 1964) — алжирский боксёр, представитель наилегчайшей весовой категории. Выступал за сборную Алжира по боксу на всём протяжении 1980-х годов, победитель и призёр турниров международного значения, участник летних Олимпийских игр в Сеуле.

## Биография
Бенаисса Абед родился 3 октября 1964 года.
Первого серьёзного успеха на взрослом международном уровне добился в сезоне 1983 года, когда вошёл в основной состав алжирской национальной сборной и побывал на Мемориале Феликса Штамма в Польше, откуда привёз награду бронзового достоинства, выигранную в зачёте наилегчайшей весовой категории — на стадии полуфиналов со счётом 2:3 потерпел поражение от местного польского боксёра Богуслава Петшиковского. Также в этом сезоне выступил на международном турнире «Трофео Италия» в Венеции, но здесь попасть в число призёров не смог, выбыл из борьбы за медали на стадии четвертьфиналов.
В 1986 году боксировал на Кубке химии в Германии, проиграв в четвертьфинале кубинцу Педро Орландо Рейесу.
На «Трофео Италия» 1987 года так же дошёл до финала, на сей раз его остановил венгр Золтан Калочаи.
Благодаря череде удачных выступлений Абед удостоился права защищать честь страны на летних Олимпийских играх 1988 года в Сеуле — благополучно прошёл первых двоих соперников по турнирной сетке наилегчайшего веса, но в третьем поединке на стадии четвертьфиналов со счётом 0:5 проиграл немцу Андреасу Тевсу.
После сеульской Олимпиады Бенаисса Абед ещё в течение некоторого времени оставался в составе боксёрской команды Алжира и продолжал принимать участие в крупнейших международных турнирах. Так, в 1990 году он одержал победу на домашнем международном турнире «24 февраля» и дошёл до четвертьфинала на «Трофео Италия». При этом в последние годы своей спортивной карьеры выступал уже в легчайшем весе.